# Škoda 9Tr

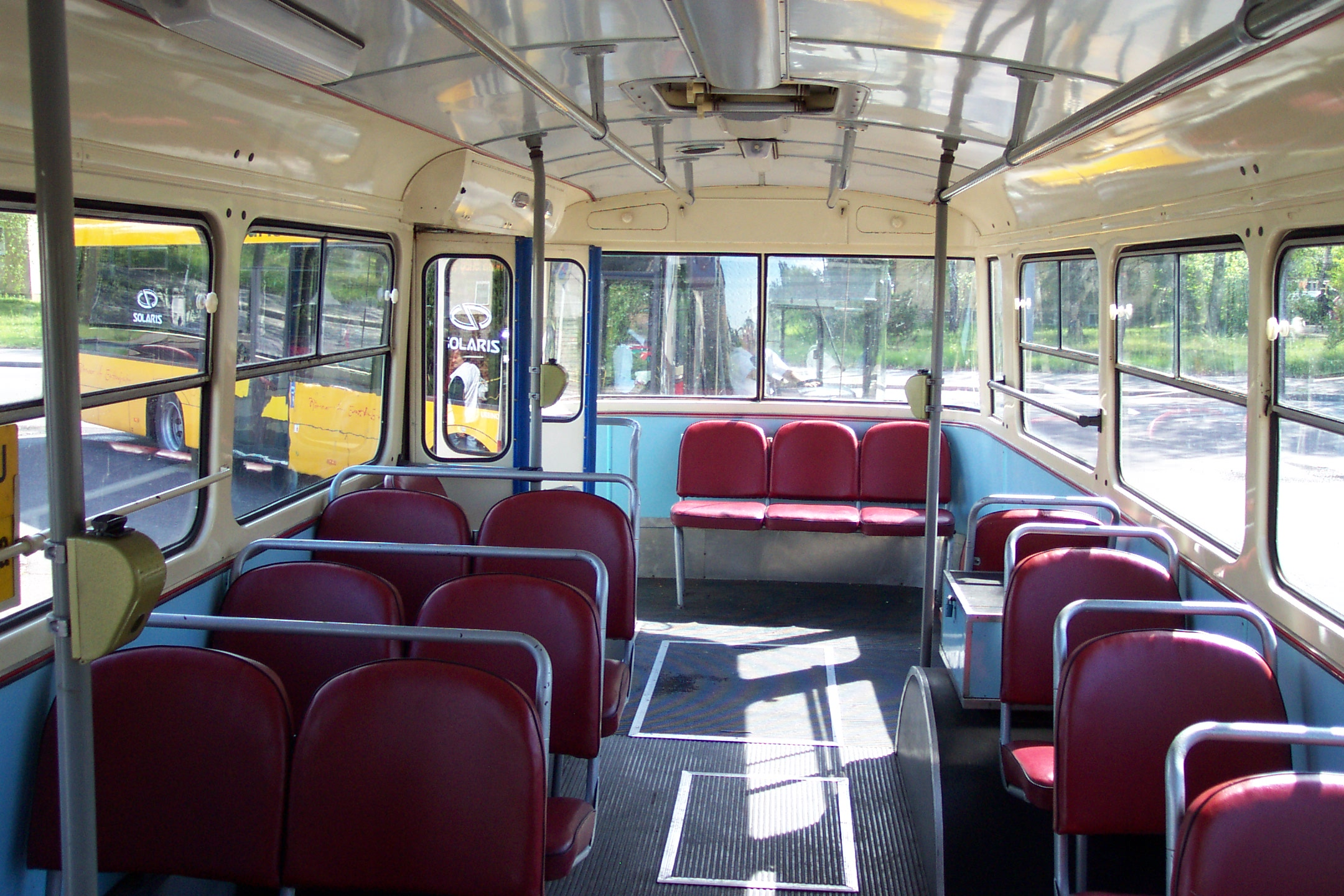
Interiér historického pardubického trolejbusu 9Tr

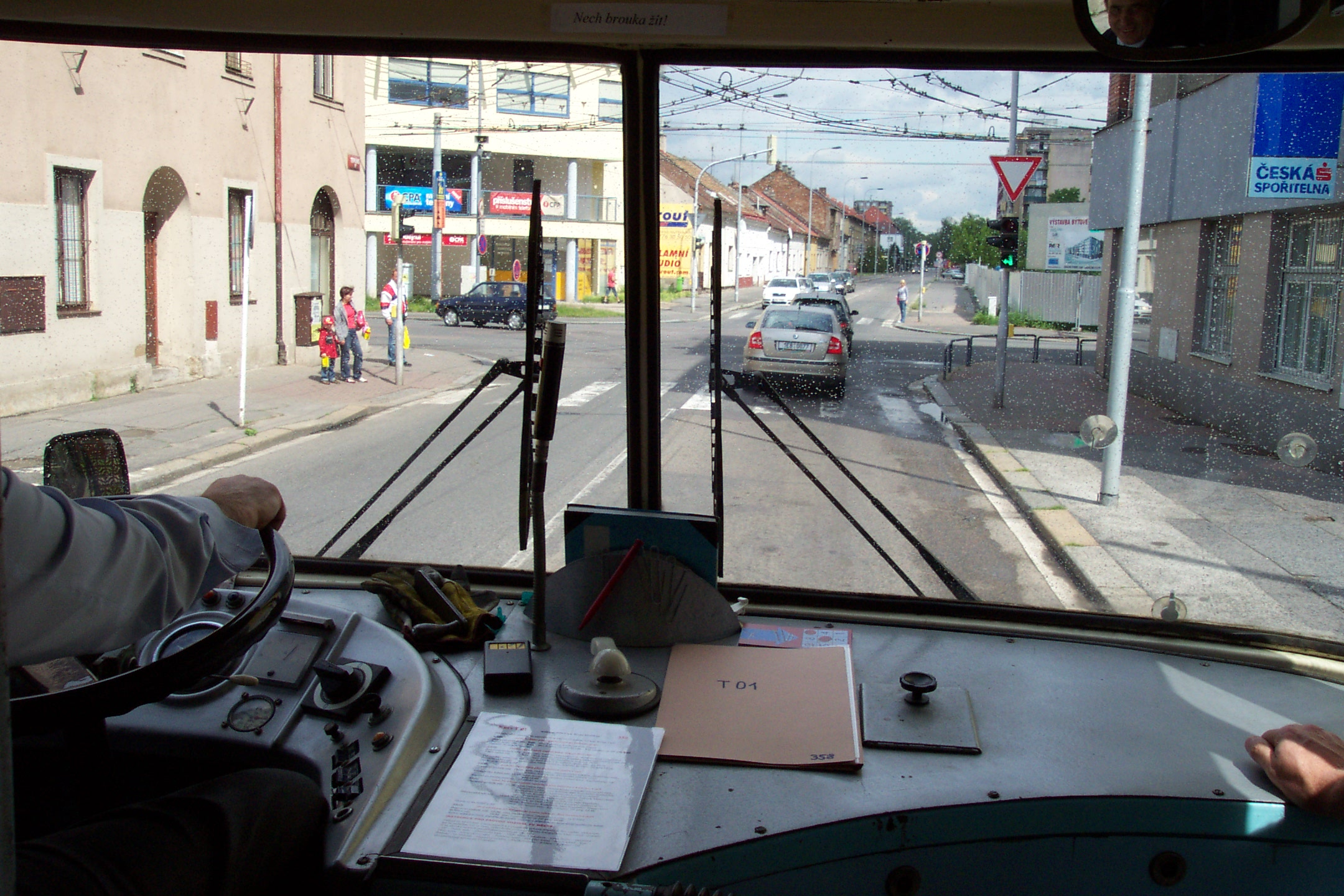
Pohled z kabiny řidiče historického pardubického trolejbusu 9Tr

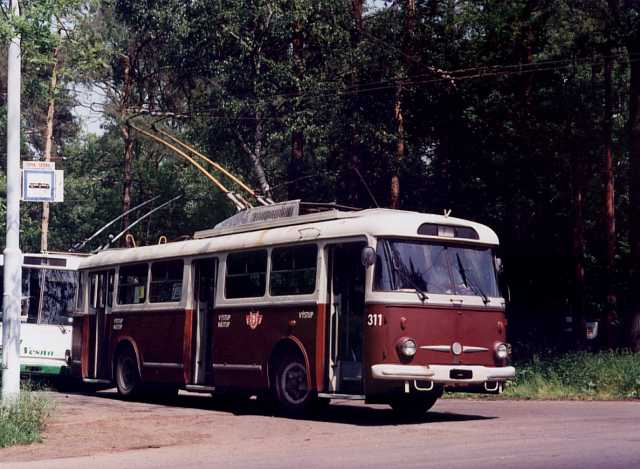
Pardubický trolejbus typu 9Tr

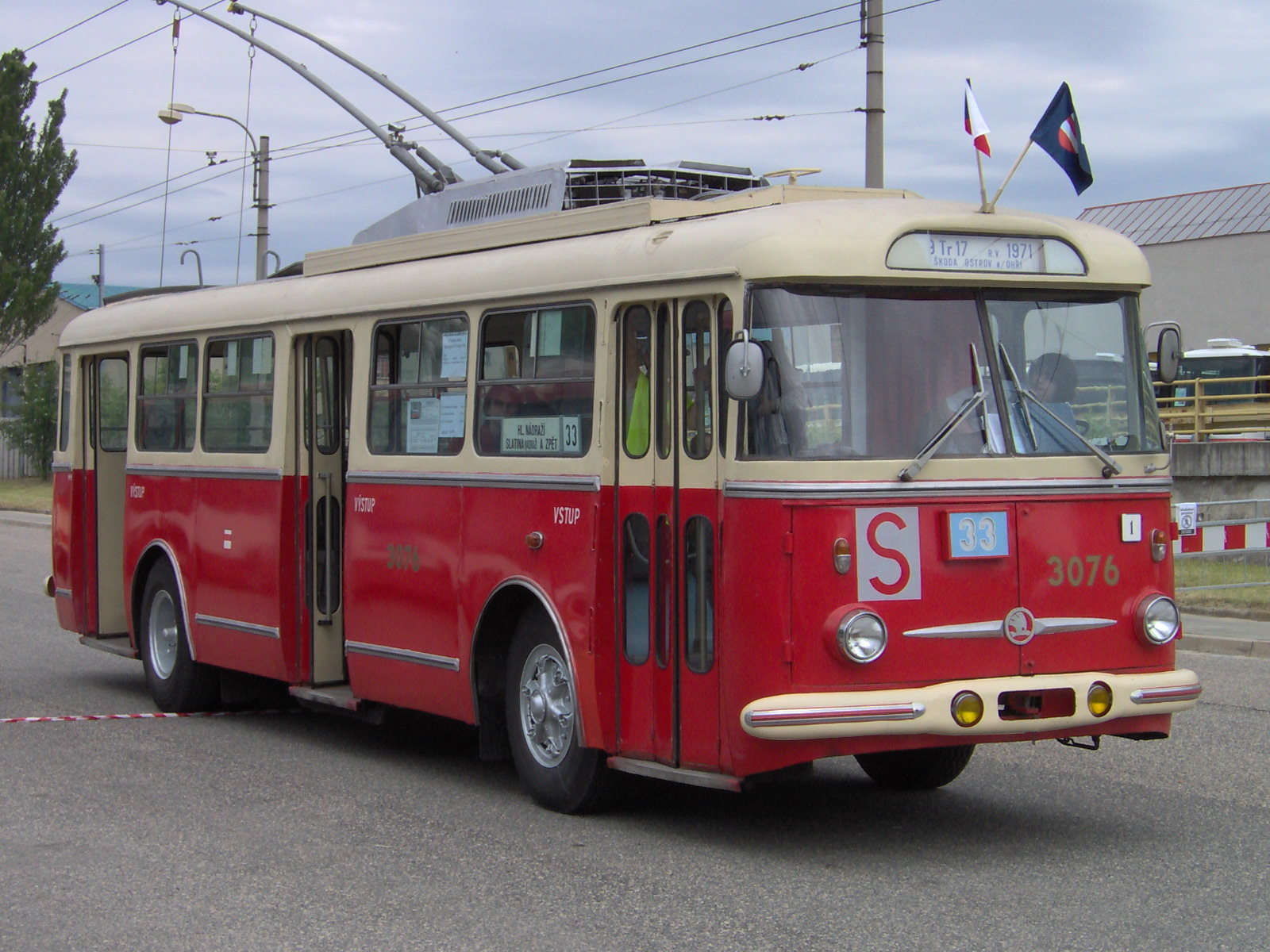
Brněnský historický trolejbus 9Tr

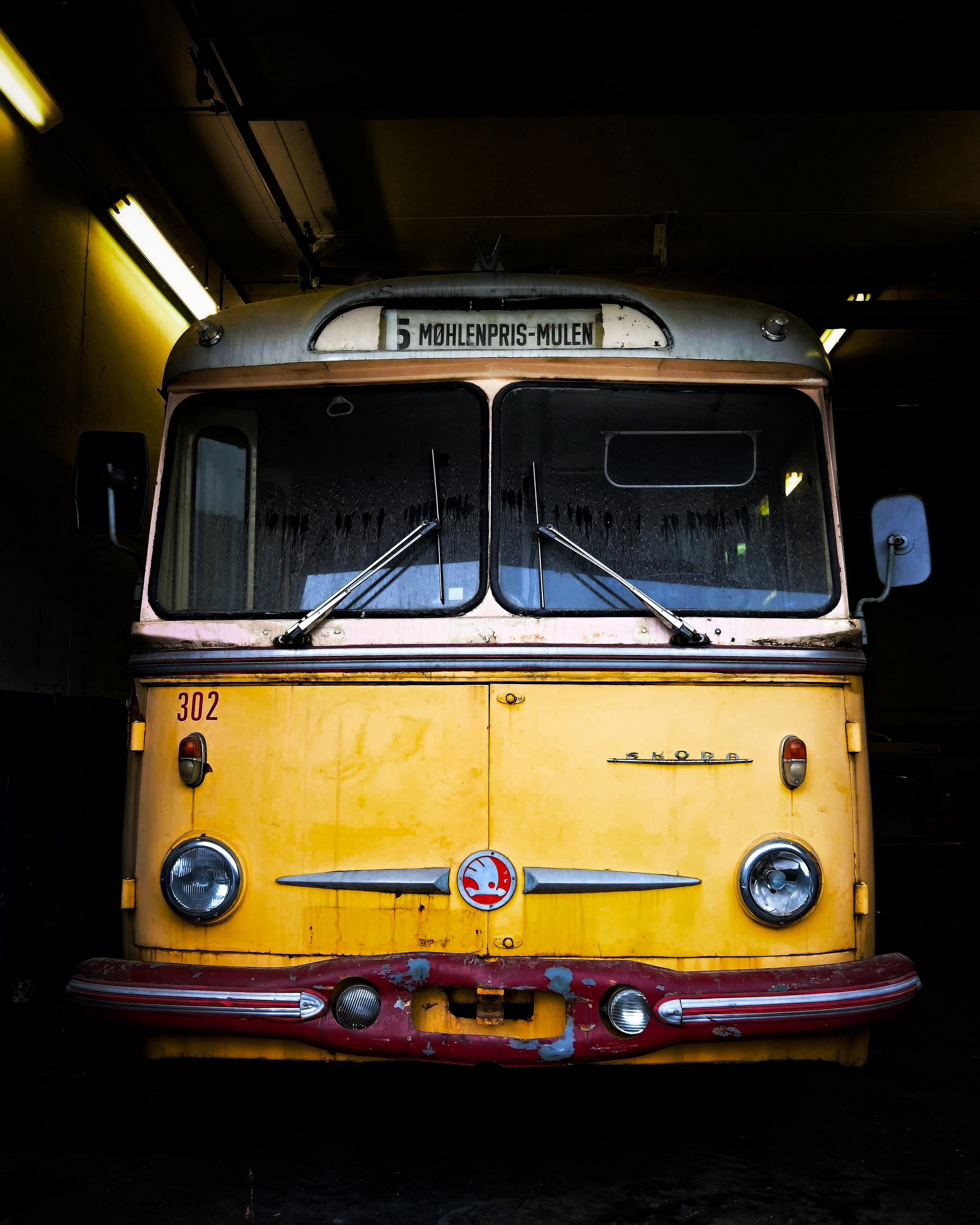
Muzejní 9Tr v norském Bergenu, jediný za železnou oponou

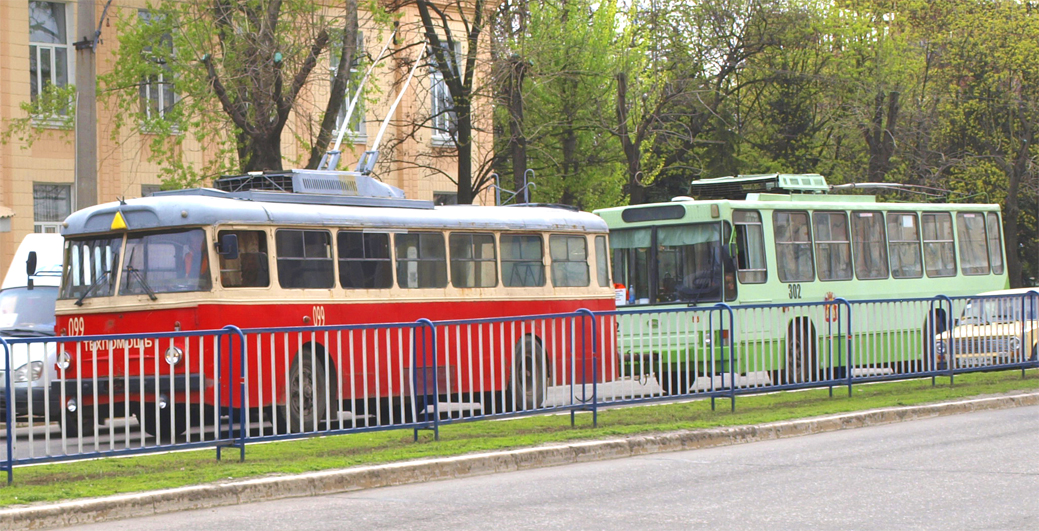
Trolejbus Škoda 9Tr v Luhansku

Škoda 9Tr je model československého trolejbusu, který byl vyráběn od počátku 60. let 20. století více než 20 let. Výroba probíhala v závodě Škoda v Ostrově nad Ohří. Vůz 9Tr se ve své době stal převratným typem, rozšířil se do mnoha zemí světa, často bývá přirovnáván k tramvaji Tatra T3. Po sovětských ZiU-9 a ZiU-5 je třetím nejvyráběnějším trolejbusem na světě.

## Konstrukce
Jedná se o dvounápravový trolejbus, který konstrukčně i technicky vychází z předchozího osvědčeného typu 8Tr. Vozidlo má samonosnou karoserii. Kostra karoserie (svařená ze speciálních ocelových nosníků a výlisků) je z vnější strany oplechována. V interiéru jsou stěny pokryty umakartem. Na pravé straně vozové skříně se nacházejí dvoje (u některých vozů určených pro export) nebo troje čtyřkřídlé skládací dveře. Sedadla pro cestující jsou uspořádána příčně a jsou (kromě 2. prototypu) polštářovaná – vyplněná pěnovou pryží a pokrytá potahy z umělé hmoty.
Odpružení náprav bylo mechanické pomocí listových pružin. V první polovině 60. let bylo v jednom voze použito hydropneumatické odpružení, které udržovalo stálou výšku podlahy nad zemí (vůz s označením 9TrP). Od roku 1977 byly nově vyráběné trolejbusy vybaveny hydraulickým posilovačem řízení (vozy 9TrH a 9TrHT).
Elektrická výzbroj prvního prototypu se prakticky shodovala s předchozím typem 8Tr. Ve druhém prototypu už byly uplatněny inovované trakční motory, které se poté používaly i nadále. Ve vozech 9Tr byla použita odporová elektrická výzbroj, která ale nebyla příliš hospodárná. Na začátku 70. let byla vyvinuta nová, úspornější tyristorová výzbroj (prototyp 9TrBKR, jiným označením 9TrT), která byla od roku 1979 vyráběna sériově (trolejbusy s označením 9TrHT).

## Prototypy
První prototyp, který se od ostatních později vyrobených vozidel odlišoval (vypadal jako zmodernizovaný vůz Škoda 8Tr), byl vyroben ještě v plzeňském závodě v roce 1958. Po různých zkouškách byl vůz o rok později zapůjčen do Prahy pro porovnávací zkoušky dvounápravových a třínápravových trolejbusů. Po jejich ukončení byl roku 1960 v Plzni zařazen do pravidelného provozu. Obdržel evidenční číslo 166, v roce 1974 byl vyřazen a později sešrotován.
Druhý prototyp trolejbusu 9Tr, který se stal základem pro sériovou výrobu (spuštěnou roku 1961), opustil brány výrobního závody v roce 1960. O rok později byl zařazen do pravidelného provozu v Plzni. Ale již na podzim 1962 musel být kvůli vážnému poškození z nehody vyřazen a sešrotován.
V roce 1961 byl vyroben jeden kus tzv. lázeňského prototypu označovaného jako 9TrL. Dvoudveřový vůz byl zařazen do provozu v Plzni, kde pod číslem 194 jezdil do roku 1976.
O rok později, v roce 1962, byl vyroben prototyp trolejbusu s hydropneumatickým odpružením. Vůz, označený jako 9TrP, byl podroben ověřovacím zkouškám. V roce 1965 byl odprodán do Děčína, kde obdržel evidenční číslo 13/II. Kvůli častým závadám byl o pět let později vyřazen (odstaven byl již od roku 1969).
Prototypy vozů 9TrBKR, respektive 9TrT, (s úspornější a modernější tyristorovou výzbrojí) byly vyrobeny na začátku 70. let. V roce 1970 to byl první prototyp, který byl ještě téhož roku zařazen do provozu v Plzni. Zde jezdil pod evidenčním číslem 247 do roku 1983, kdy byl vyřazen a zřejmě sešrotován. Druhý prototyp, vyrobený roku 1972, byl v provozu v Brně s evidenčním číslem 3084 až do roku 1989.

## Provoz
V letech 1958 až 1981 bylo vyrobeno ve 30 výrobních sériích (značených 0-29) celkem 7372 vozů (včetně verzí 9TrL, 9TrP, 9TrT, 9TrH a 9TrHT).
| Současný stát | Město                   | Článek | Typ             | Roky dodávek        | Počet vozů | Evidenční čísla při dodání                            | Poznámky                                                                    | Zdroj  |
| ------------- | ----------------------- | ------ | --------------- | ------------------- | ---------- | ----------------------------------------------------- | --------------------------------------------------------------------------- | ------ |
| Afghánistán   | Kábul                   | článek | 9TrH            | 1979–?              | 86 kusů    |                                                       |                                                                             |        |
| Arménie       | Jerevan                 | článek |                 |                     |            |                                                       |                                                                             |        |
| Ázerbájdžán   | Baku                    | článek |                 |                     |            |                                                       |                                                                             |        |
| Ázerbájdžán   | Gjandža                 | článek |                 |                     |            |                                                       |                                                                             |        |
| Bulharsko     | Plovdiv                 | článek |                 | 1966-1981           | 163 kusů   | 101-263                                               |                                                                             |        |
| Bulharsko     | Sofie                   | článek |                 | 1964-1981           | 395 kusů   |                                                       |                                                                             |        |
| Česko         | Brno                    | článek | 9Tr             | 1963–1975           | 61 kusů    | 43–54 3055–3083 3087–3106                             |                                                                             | [ 2 ]  |
| Česko         | Brno                    | článek | 9TrT            | 1972–1974           | 3 kusy     | 3084–3086                                             |                                                                             | [ 2 ]  |
| Česko         | Brno                    | článek | 9TrH            | 1978                | 10 kusů    | 3107–3116                                             |                                                                             | [ 2 ]  |
| Česko         | Brno                    | článek | 9TrHT           | 1979–1981           | 47 kusů    | 3117–3163                                             |                                                                             | [ 2 ]  |
| Česko         | České Budějovice        | článek | 9Tr             | 1963–1965           | 8 kusů     | 1, 2, 4 50–54                                         |                                                                             | [ 3 ]  |
| Česko         | Děčín                   | článek | 9Tr             | 1963–1968           | 8 kusů     | 5, 6, 8, 15 23–26                                     |                                                                             | [ 4 ]  |
| Česko         | Děčín                   | článek | 9TrP            | 1965                | 1 kus      | 13                                                    | prototyp s hydropneumatickým odpružením                                     | [ 5 ]  |
| Česko         | Hradec Králové          | článek | 9Tr             | 1962–1975           | 39 kusů    | 47–62 65–67 69, 70, 75 77–79, 82 86–99                |                                                                             | [ 6 ]  |
| Česko         | Hradec Králové          | článek | 9TrHT           | 1979–1980           | 19 kusů    | 37–46 63, 64, 68 71–74 76, 80                         |                                                                             | [ 6 ]  |
| Česko         | Jihlava                 | článek | 9Tr             | 1963–1974           | 19 kusů    | 1–5 21, 22, 24, 25 28–37                              |                                                                             | [ 7 ]  |
| Česko         | Jihlava                 | článek | 9TrH            | 1978                | 5 kusů     | 38–42                                                 |                                                                             | [ 7 ]  |
| Česko         | Jihlava                 | článek | 9TrHT           | 1979–1980           | 19 kusů    | 1–19                                                  |                                                                             | [ 7 ]  |
| Česko         | Mariánské Lázně         | článek | 9Tr             | 1963–1974           | 15 kusů    | 1, 2, 11–17 20, 21, 24–27                             |                                                                             | [ 8 ]  |
| Česko         | Mariánské Lázně         | článek | 9TrHT           | 1979–1980           | 4 kusy     | 28–31                                                 |                                                                             | [ 8 ]  |
| Česko         | Opava                   | článek | 9Tr             | 1963–1975           | 16 kusů    | 18, 19 24–37                                          |                                                                             | [ 9 ]  |
| Česko         | Opava                   | článek | 9TrH            | 1978                | 1 kus      | 38                                                    |                                                                             | [ 9 ]  |
| Česko         | Opava                   | článek | 9TrHT           | 1979–1981           | 10 kusů    | 39–48                                                 |                                                                             | [ 9 ]  |
| Česko         | Ostrava                 | článek | 9Tr             | 1963–1974           | 32 kusů    | 48–79                                                 |                                                                             | [ 10 ] |
| Česko         | Ostrava                 | článek | 9TrH            | 1977–1978           | 4 kusy     | 81–84                                                 |                                                                             | [ 10 ] |
| Česko         | Ostrava                 | článek | 9TrHT           | 1979–1981           | 36 kusů    | 3087–3122                                             |                                                                             | [ 10 ] |
| Česko         | Pardubice               | článek | 9Tr             | 1962–1965 1968–1975 | 53 kusů    | 101–148                                               | čísla 106 a 137–140 obsazena dvakrát                                        | [ 11 ] |
| Česko         | Pardubice               | článek | 9TrH            | 1978                | 4 kusy     | 114, 141 142, 144                                     |                                                                             | [ 11 ] |
| Česko         | Pardubice               | článek | 9TrHT           | 1979–1981           | 22 kusů    | 302, 304 307, 308 311, 312 349–364                    |                                                                             | [ 11 ] |
| Česko         | Plzeň                   | článek | 9Tr             | 1960–1975           | 84         | 166 191–193 195–213 215–218 221–246 249–278           | číslo 191 obsazeno dvakrát                                                  | [ 12 ] |
| Česko         | Plzeň                   | článek | 9TrL            | 1961                | 1 kus      | 194                                                   | prototyp lázeňského trolejbusu                                              | [ 12 ] |
| Česko         | Plzeň                   | článek | 9TrT            | 1970                | 1 kus      | 247                                                   |                                                                             | [ 12 ] |
| Česko         | Plzeň                   | článek | 9TrH            | 1978                | 34 kusů    | 279–312                                               |                                                                             | [ 12 ] |
| Česko         | Plzeň                   | článek | 9TrHT           | 1979–1981           | 32 kusů    | 313–339 341–345                                       |                                                                             | [ 12 ] |
| Česko         | Teplice                 | článek | 9TrHT           | 1980                | 1 kus      | 105                                                   |                                                                             | [ 13 ] |
| Česko         | Zlín–Otrokovice         | článek | 9Tr             | 1963–1975           | 61 kusů    | 1–33, 36 38–40 44–67                                  |                                                                             | [ 14 ] |
| Česko         | Zlín–Otrokovice         | článek | 9TrH            | 1978                | 9 kusů     | 12, 22, 34 35, 37 41–44                               |                                                                             | [ 14 ] |
| Česko         | Zlín–Otrokovice         | článek | 9TrHT           | 1979–1980           | 29 kusů    | 2, 3, 7 9–11 15, 16 45–47 55, 57                      |                                                                             | [ 14 ] |
| Gruzie        | Batumi                  | článek | 9Tr/9TrH        |                     | 16 kusů    |                                                       |                                                                             |        |
| Gruzie        | Čiatura                 | článek | 9Tr/9TrH        |                     | 25 kusů    |                                                       |                                                                             |        |
| Gruzie        | Gori                    | článek | 9Tr/9TrH        |                     | 22 kusů    |                                                       |                                                                             |        |
| Gruzie        | Kutaisi                 | článek | 9Tr/9TrH        |                     | 121 kusů   |                                                       |                                                                             |        |
| Gruzie        | Rustavi                 | článek | 9Tr/9TrH        |                     | 30 kusů    |                                                       |                                                                             |        |
| Gruzie        | Suchumi                 | článek | 9Tr/9TrH        |                     | 18 kusů    |                                                       |                                                                             |        |
| Gruzie        | Tbilisi                 | článek | 9Tr/9TrH        |                     | 280 kusů   |                                                       |                                                                             |        |
| Estonsko      | Tallinn                 | článek | 9Tr/9TrH        | 1966–1983           | 210 kusů   | 10–209                                                | čísla 1–9 a 24 obsazena dvakrát                                             |        |
| Indie         | Bombaj                  | článek | 9Tr             | 1962                | 12 kusů    |                                                       |                                                                             |        |
| Litva         | Kaunas                  | článek | 9Tr             | 1965–1982           | 21 kusů    |                                                       |                                                                             |        |
| Litva         | Vilnius                 | článek | 9Tr             | 1961–1982           | 295 kusů   |                                                       |                                                                             |        |
| Lotyšsko      | Riga                    | článek |                 | 1962–1982           | 536 kusů   |                                                       |                                                                             |        |
| Německo       | Berlín                  | článek | 9Tr             | 1964–1966           | 17 kusů    | 1101–1117                                             |                                                                             |        |
| Německo       | Cvikov                  | článek | 9Tr             | 1962–1970           | 11 kusů    | 306–313                                               | čísla 307–309 obsazena dvakrát                                              |        |
| Německo       | Drážďany                | článek | 9Tr             | 1962–1969           | 30 kusů    | 175–191 251–263                                       |                                                                             |        |
| Německo       | Eberswalde              | článek | 9Tr             | 1962–1970           | 15 kusů    | 2, 5 13–19 22–27                                      |                                                                             |        |
| Německo       | Erfurt                  | článek | 9Tr             | 1962–1967           | 13 kusů    | 21, 22 24–34                                          |                                                                             |        |
| Německo       | Gera                    | článek | 9Tr             | 1964–1970           | 9 kusů     | 320–328                                               |                                                                             |        |
| Německo       | Greiz                   | článek | 9Tr             | 1964                | 1 kus      | 9008                                                  |                                                                             |        |
| Německo       | Lipsko                  | článek | 9Tr             | 1962–1964           | 7 kusů     | 150–156                                               |                                                                             |        |
| Německo       | Magdeburg               | článek | 9Tr             | 1964–1967           | 7 kusů     | 1056–1058 1064–1067                                   |                                                                             |        |
| Německo       | Postupim                | článek | 9Tr             | 1962–1970           | 14 kusů    | 18–31                                                 |                                                                             |        |
| Německo       | Výmar                   | článek | 9Tr             | 1964–1969           | 10 kusů    | 1–4 19–24                                             |                                                                             |        |
| Norsko        | Bergen                  | článek | 9Tr             | 1973                | 20 kusů    | 301–320                                               |                                                                             |        |
| Polsko        | Gdyně                   | článek | 9Tr             | 1962–1970           |            |                                                       |                                                                             |        |
| Polsko        | Lublin                  | článek | 9Tr             | 1963–1970           | 55 kusů    | 545-600                                               |                                                                             |        |
| Polsko        | Olsztyn                 | článek |                 |                     |            |                                                       |                                                                             |        |
| Polsko        | Varšava                 | článek | 9Tr             | 1962–1967           | 77 kusů    | 135-211                                               |                                                                             |        |
| Polsko        | Valbřich                | článek | 9Tr             | 1962–1969           | 40 kusů    |                                                       |                                                                             |        |
| Rumunsko      | Bukurešť                | článek |                 |                     |            |                                                       |                                                                             |        |
| Slovensko     | Bratislava              | článek | 9Tr             | 1962–1975           | 98 kusů    | 85–119 123–149 192–225 229, 230                       |                                                                             | [ 16 ] |
| Slovensko     | Bratislava              | článek | 9TrH            | 1978                | 10 kusů    | 150–159                                               |                                                                             | [ 16 ] |
| Slovensko     | Bratislava              | článek | 9TrHT           | 1979                | 60 kusů    | 1–60                                                  |                                                                             | [ 16 ] |
| Slovensko     | Prešov                  | článek | 9Tr             | 1962–1972           | 20 kusů    | 1, 2, 8–23 26, 27                                     |                                                                             | [ 17 ] |
| Slovensko     | Prešov                  | článek | 9TrH            | 1978                | 1 kus      | 28                                                    |                                                                             | [ 17 ] |
| Slovensko     | Prešov                  | článek | 9TrHT           | 1979–1981           | 16 kusů    | 29–44                                                 |                                                                             | [ 17 ] |
| Ukrajina      | Černovice               | článek | 9Tr/9TrH        | 1966–1979           | 188 kusů   | 23–61 68–216                                          | dalších šest vozů (č. 62–67) zakoupeno ze Simferopolu                       |        |
| Ukrajina      | Dnipro                  | článek | 9Tr             | 1962 1974–1976      | 90 kusů    | 90 - 94 501–585                                       | první pět vozů (č. 90–94) prodáno do Simferopolu (1962)                     |        |
| Ukrajina      | Charkov                 | článek | 9Tr             | 1970–1972           | 67 kusů    | 52–118                                                | další vůz (č. 51) zakoupen z Kyjeva                                         |        |
| Ukrajina      | Kyjev                   | článek | 9Tr/9TrH        | 1962–1982           | 1220 kusů  | 132–200 550–909 961–999 1001–1595 1601–1698 1701–1759 |                                                                             |        |
| Ukrajina      | Luck                    | článek | 9Tr             | 1973–1976           | 30 kusů    | 31–49, 51–61                                          | další tři vozy (č. 50, 65, 67) zakoupeny z Černovic (1973)                  |        |
| Ukrajina      | Luhansk                 | článek | 9Tr             | 1972–1977           | 130 kusů   |                                                       |                                                                             |        |
| Ukrajina      | Lvov                    | článek | 9Tr/9TrH        | 1970–1982           | 252 kusů   | 180–185 187–432                                       | další vůz (č. 186) zakoupen z Černovic                                      |        |
| Ukrajina      | Lysyčansk               | článek | 9Tr             | 1972–1975           | 29 kusů    | 01–29                                                 | dalších 8 vozů (č. 30–37) zakoupeno z Kyjeva a Luhansku (1984, 1985)        |        |
| Ukrajina      | Mariupol                | článek | 9Tr/9TrH        | 1971–1982           | 212 kusů   | 101–312                                               |                                                                             |        |
| Ukrajina      | Rovno                   | článek | 9Tr/9TrH/ 9TrHT | 1974–1982           | 100 kusů   | 001–100                                               | dalších 18 vozů (č. 122–139) zakoupeno z Brna, Ostravy a Opavy (1996, 1997) |        |
| Ukrajina      | Sevastopol              | článek | 9Tr             | 1968–1971           | 75 kusů    | 401–475                                               |                                                                             |        |
| Ukrajina      | Simferopol–Alušta–Jalta | článek | 9Tr/9TrH        | 1962–1982           | 580 kusů   |                                                       |                                                                             |        |
| Ukrajina      | Ternopil                | článek | 9Tr/9TrH/ 9TrHT | 1974–1982           | 85 kusů    | 001–085                                               | dalších 6 vozů (č. 131–136) zakoupeno z Brna a Ostravy (1996)               |        |

Výčet měst, kam byly dodány nové vozy Škoda 9Tr, zřejmě není kompletní. Taktéž nejsou uvedena města, kam se trolejbusy Škoda 9Tr dostaly až jako ojeté.
V roce 1969 měl Dopravní podnik města Ústí nad Labem obdržet dvacet trolejbusů Škoda 9Tr pro tehdy plánovaný trolejbusový provoz, v říjnu 1969 byl ale celý projekt zrušen.
V Česku se stala posledním městem, kde byly vozy 9Tr v pravidelném provozu, Jihlava. Poslední vůz zde vyjel 30. května 1997. V dalších státech zůstaly trolejbusy 9Tr v provozu déle, zejména na Ukrajině. Vůbec posledních 10 vozů tohoto typu bylo v pravidelném provozu ve městě Rovno do 8. října 2020, poté byly odstaveny. Jeden trolejbus byl 30. listopadu 2020 vypraven na pravidelnou linku jako připomínka k 60. výročí k zahájení běžného provozu prototypu 9Tr v Plzni 30. listopadu 1960. Díky mezinárodnímu zájmu médií se vozy 9Tr vrátily v Rovně od 1. prosince 2020 do pravidelného provozu, i když pouze v omezeném počtu jednoho až dvou trolejbusů.

## Historické vozy
- Brno, TMB (vůz ev. č. 3076)
- Brno, DPMB (vůz ev. č. 3136, 1996–2019 Rovno – ev. č. 128)
- České Budějovice (vůz ev. č. 12)
- Ostrava (vůz ev. č. 82)
- Pardubice (vůz ev. č. 358)
- Plzeň (vůz ev. č. 323)
- Teplice (vůz ev. č. 105)
- Zlín a Otrokovice (vůz ev. č. 1, ex Mariánské Lázně 28)

Bulharsko:
- Sofie (ex Plovdiv 5027, ex 227)

Litva:
- Kaunas (vůz ev. č. 109)
- Vilnius (vůz ev. č. 1387)

Německo:
- Eberswalde (vůz ev. č. 19)

Polsko:
- Gdynia (vůz ev. č. 359, ex Opava 36)
- Lublin (ex Rovno 132, ex 135, ex Opava 45)

Slovensko:
- Bratislava (vozy ev. č. 53 a 152)

Rusko:
- Moskva (vůz ev. č. 1459, ex Simferopol - Alušta - Jalta)
- Petrohrad (vozy ev. č. 5603 a 7710, oba ex Simferopol - Alušta - Jalta)

Ukrajina:
- Černovice (vůz ev. č. 208)
- Rovno (vůz ev. č. 1)
- Simferopol – Alušta – Jalta (vozy ev. č. 150 a 3400)

Norsko:
- Bergen (vozy ev. č. 302 a 306)

Soukromé sbírky:
- Občanské sdružení za záchranu historických trolejbusů a autobusů (jihlavské vozy ev. č. 11 a 19)
- Pardubický spolek historie železniční dopravy (pardubický vůz ev. č. 353)